# 28483 Allenyuan
28483 Allenyuan è un asteroide della fascia principale. Scoperto nel 2000, presenta un'orbita caratterizzata da un semiasse maggiore pari a 2,2901773 UA e da un'eccentricità di 0,1514354, inclinata di 1,08237° rispetto all'eclittica.